# Tycho
Скотт Хансен (англ. Scott Hansen), известный как Тайко (англ. Tycho), — американский музыкант и продюсер, исполняющий чиллаут. Его музыка — смесь синтезаторов, гитар и таких направлений как даунтемпо, чиллаута и эмбиента.
Помимо всего прочего, он известен как дизайнер и фотограф ISO50.
На данный момент у Tycho заключён договор со звукозаписывающей компанией Ghostly International, что не мешает ему сотрудничать с Merck Records и Gammaphone Records. Его композиция Dictaphone’s Lament была использована как саундтрек к видео «Live Life to the Fullest», снятого для мультблока Toonami.

## Участники
Последнее время[когда?] выступления Tycho проходят при участии:
- Скотта Хансена (синтезатор, техническое обеспечение, гитара, визуализация);
- Рори Оконнора (барабаны);
- Зака Брауна (бас-гитара).

## Дискография
Полноценные альбомы и демо:
- The Science of Patterns EP (2002/2007, independent/Gammaphone re-release)
- Sunrise Projector (2004, Gammaphone Records)
- Past is Prologue (2006, Merck Records)
- Past is Prologue (Reissue) (2010, Ghostly International)
- Dive (2011, Ghostly International)
- Awake (2014, Ghostly International)
- Epoch (2016, Ghostly International)
- Simulcast (2020, Mom + Pop Music, Ninja Tune)
- Infinite Health (2024, Ninja Tune)

Синглы:
- «Past is Prologue» 12" sampler (2006, Merck Records)[6]
- «Adrift/From Home» (2008, Ghostly International)
- «The Daydream/The Disconnect» (2008, Ghostly International)
- «Coastal Brake» (2009, Ghostly International)
- «Hours» (2011, Ghostly International)
- «Dive (Radio Edit)» (2011, Ghostly International)
- «Dive [Single]» (2012, Ghostly International)

Ремиксы:
Little Dragon — «Little Man» (Tycho Remix)